# Albert Pinkham Ryder
Albert Pinkham Ryder (New Bedford, 19 marzo 1847 – New York, 28 marzo 1917) è stato un pittore statunitense.

## I primi anni
Albert Pinkham Ryder nacque il 19 marzo 1847 a New Bedford, una piccola città di pescatori del Massachusetts; questo influenzò la successiva arte di Ryder, che provò per tutta la sua vita un forte legame con il mare.
Nel 1867 si trasferì con la sua famiglia a New York, dove passò il resto della vita.

## Gli esordi

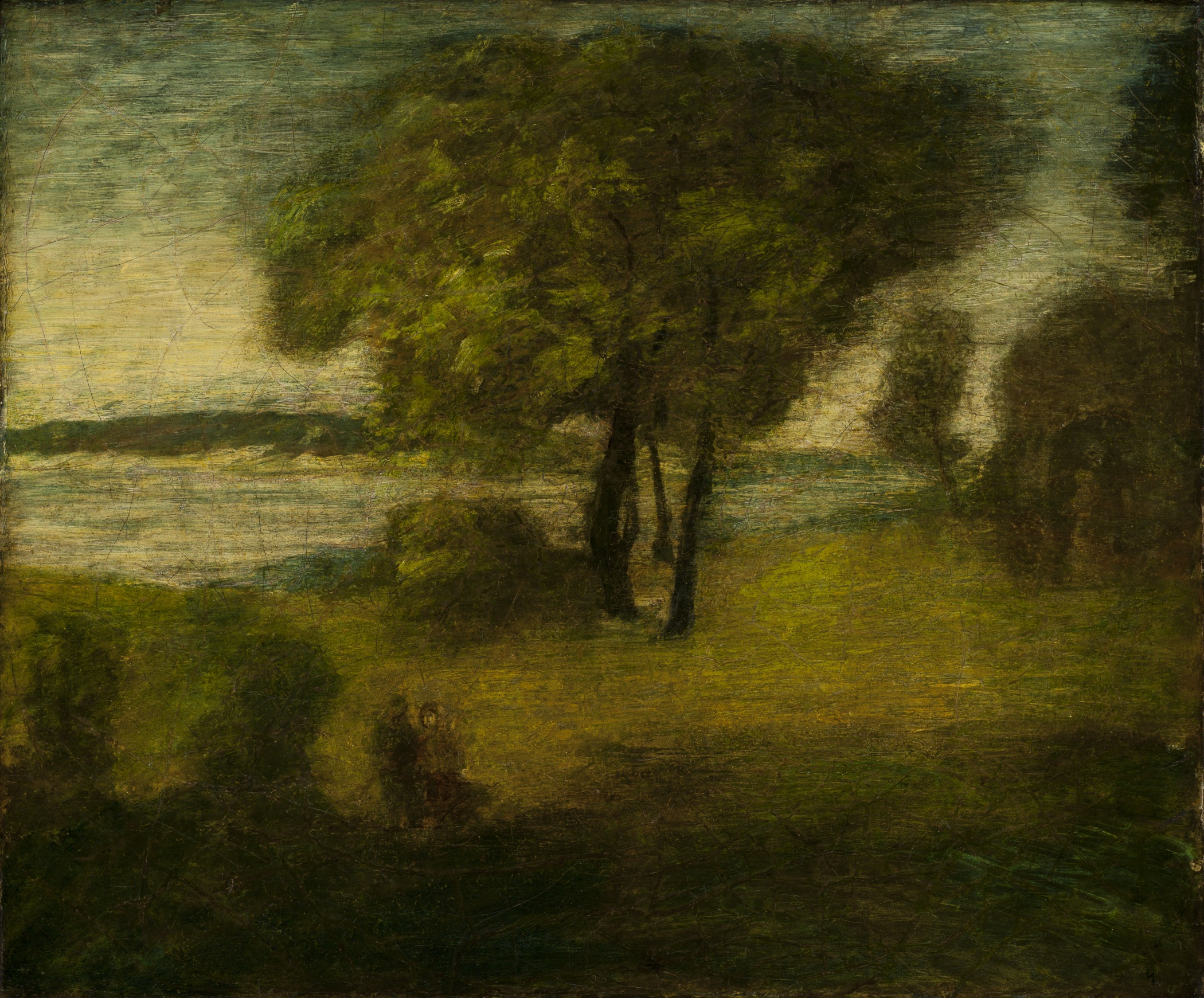
Albert Pinkham Ryder, Il fiume, circa 1884-1894, olio su tela. Los Angeles County Museum of Art, Los Angeles

Nel nuovo ambiente di New York, Ryder ebbe la possibilità di conoscere da vicino i più importanti movimenti artistici del periodo.
Negli anni '70 cominciò ad esporre le sue prime opere, per lo più paesaggi con bestiame, alberi e piccole costruzioni.
Dal 1878 al 1887 fece parte della Society of American Artists, un gruppo di artisti il cui lavoro non si conformava agli standard accademici del tempo.

Di questo gruppo facevano parte anche lo scultore Augustus Saint-Gaudens, il designer Louis Comfort Tiffany, i pittori Julian Alden Weir, Robert Swain Gifford, John La Farge, Alexander Helwig Wyant e John Henry Twachtman.

## La maturità artistica
Negli anni '80 e '90 Ryder raggiunse il suo periodo artisticamente più creativo e maturo.

La sua arte divenne sempre più poetica, tanto che scrisse talvolta delle poesie per accompagnare molti dei suoi lavori.

Rifiutando la descrizione letterale del mondo naturale, Ryder espresse le forze misteriose della natura in opere che sembrano sogni pitturati.

La maggior parte di queste opere descrivono scene riprese dalla letteratura, dalla poesia e dalla leggenda, specialmente quella inglese e scozzese.

L'interesse per la cultura britannica e per i soggetti gotici fu una componente importante della cultura americana di quegli anni, portando molti collezionisti americani ad ammirare il lavoro dei Preraffaelliti.

In particolare, nel lavoro di Ryder compaiono spesso episodi letterari che mettono in evidenza la sofferenza e la forza di donne che affrontano le avversità con incredibile dignità.

Le figure sono spesso stilizzate e messe in un paesaggio marino simile al sogno, in cui alla poesia si mescola un senso di malinconia.

Queste scene sono spesso illuminate da una pallida luce lunare o da una fioca luce solare soffusa da nubi misteriose, dando una sensazione di poetica solitudine.

## Il metodo di Ryder
Ryder sperimentò varie tecniche.

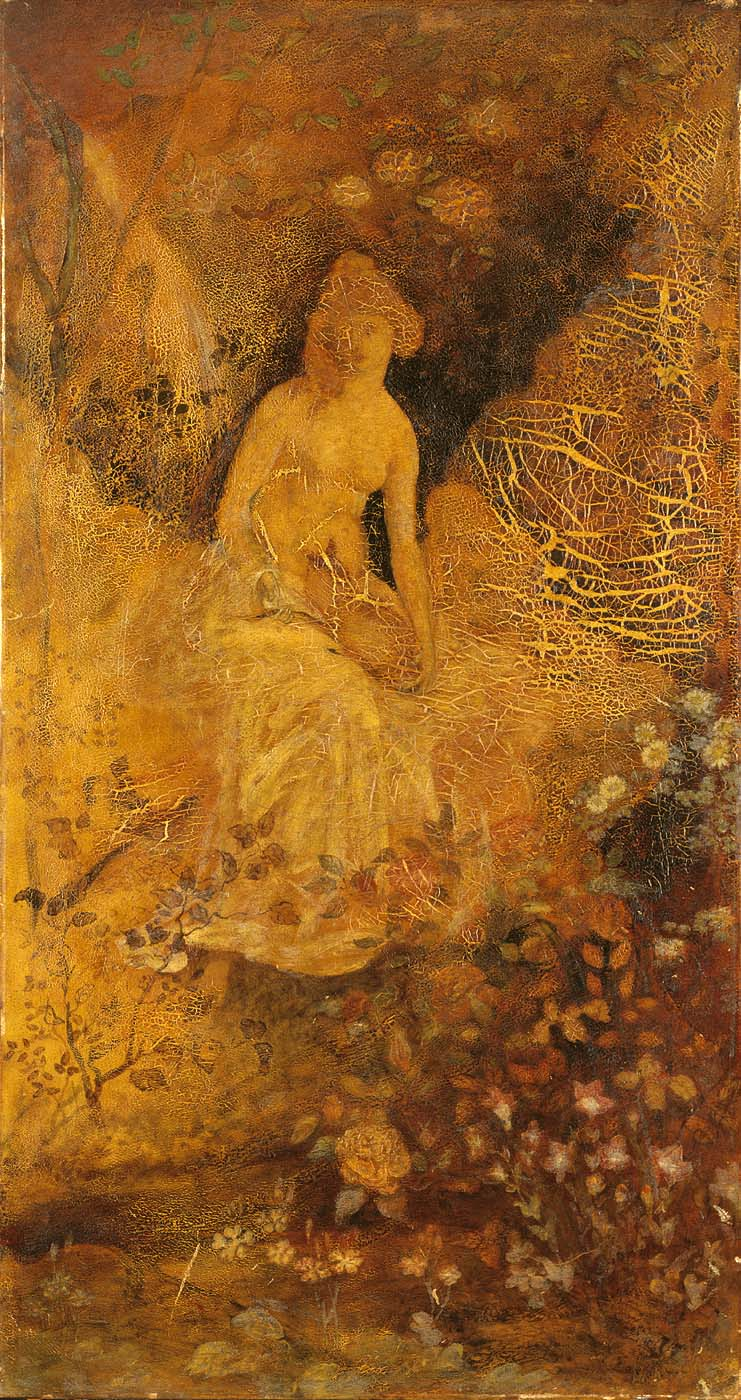
Albert Pinkham Ryder, Donna con cervo, 1876, Panello, 97,7 x 51,4 cm. Smithsonian American Art Museum, Washington

Lavorò per diversi anni su molte sue opere, applicando strati di colore uno sopra l'altro, spesso senza dare il tempo alle superfici di asciugare.

Talvolta applicò uno strato di pittura ad essiccamento veloce sopra uno ad essiccamento lento.

Molti dei suoi esperimenti non ebbero successo e col passare del tempo alcune sue pitture sono diventate molto più scure, altre non si asciugano completamente neppure dopo decenni ed altre ancora si frantumano.
Molti suoi lavori furono inoltre modificati da altri artisti dopo la sua morte, per cui oggi molte pitture di Ryder appaiono differenti rispetto a quando furono create.

## Eccentricità e fama: gli ultimi anni di Ryder
Dopo il 1900 la creatività di Ryder diminuì drasticamente.
Per il resto della vita creò poche opere nuove, concentrandosi su piccole modifiche ad alcuni suoi lavori degli anni precedenti.
La sua personalità eccentrica e la sua timidezza lo portarono ad isolarsi, anche se mantenne contatti sociali con alcuni amici e continuò a compiere viaggi occasionali.
Fu in questi anni che, nonostante la diminuzione della sua creatività, la fama di Ryder crebbe ed importanti collezionisti d'arte americani cercarono le sue pitture per le loro collezioni e per mostre d'arte, nonostante Ryder stesso avesse perso interesse nell'esibire il suo lavoro.
Nel 1915 la sua salute peggiorò.
Ryder morì il 28 marzo 1917 a New York.
Negli anni seguenti l'interesse per le opere di Ryder continuò ad essere notevole e diverse mostre delle sue opere si tennero in molti importanti musei e gallerie degli Stati Uniti.

## La questione dell'autenticità
A causa dell'interesse dei collezionisti, nel corso degli anni molti falsari hanno messo sul mercato false opere di Ryder, tanto che oggi le sue opere sono tra le più falsificate.

In questo furono facilitati dal fatto che Ryder firmò raramente i suoi lavori.

I falsari possono inoltre fare molto per contraffare l'età di una pittura, come stenderla su tela antica e cuocerla per aggiungere delle crepe.